# Florida International Golden Panthers

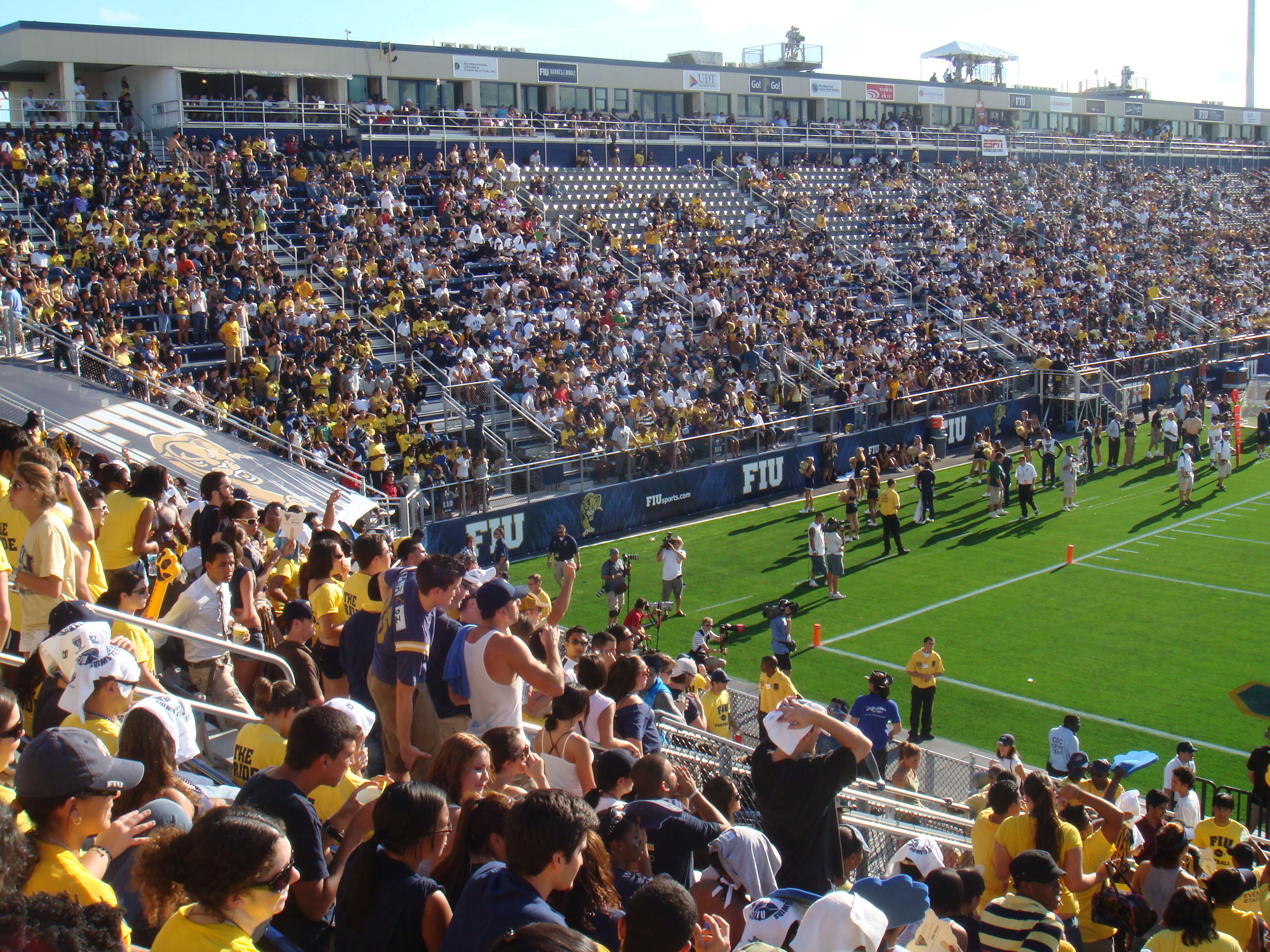
FIU Stadium (Estadio Riccardo Silva).

FIU Panthers (español: Panteras Doradas de la Internacional de Florida) es el nombre de los equipos deportivos de la Universidad Internacional de Florida, situada en Miami, Florida. Los equipos de los Panthers participan en las competiciones universitarias organizadas por la NCAA, y forma parte de la Conference USA.

## Apodo
La universidad adoptó el apodo de Panthers por el Puma de Floria, especie endémica de los Everglades. Originalmente fueron los Sunblazers, cambiando a Golden Panthers en 1987. En 2010 eliminaron oficialmente el adjetivo Golden para utilizar solo el actual apodo de Panthers. 

## Equipos
Los Panthers tienen 17 equipos oficiales, 6 masculinos y 11 femeninos:
| Masculino - Atletismo al aire libre - Baloncesto - Cross - Fútbol - Béisbol - Fútbol americano | Femenino - Atletismo al aire libre - Atletismo cubierta - Baloncesto - Cross - Fútbol - Golf - Natación y Saltos de trampolín - Sóftbol - Tenis - Voleibol - Voleibol de playa |

## Baloncesto
El equipo de baloncesto masculino mantiene una rivalidad desde 1990 con la Universidad de Florida Atlántica, plasmada en un partido anual denominado FAU-FIU Basketball Rivalry. 
Solamente 2 jugadores de los Panthers han llegado a la NBA: Carlos Arroyo y Raja Bell.

## Fútbol americano
El equipo de fútbol americano comenzó a competir en la Football Championship Subdivisión (FCS) de la NCAA en 2002 (entonces denominada Division I-AA), pasando a la Football Bowl Subdivision (FBS)
tres años más tarde. Como en baloncesto, también aquí hay un encuentro de rivalidad con Florida Atlántica, denominado Shula Bowl. 